# Cahit Sıtkı Tarancı
Œuvres principales
Otuz beş yaş
Cahit Sıtkı Tarancı, né à Diyarbakır (Turquie) le 4 octobre 1910 et mort le 13 octobre 1956 à Vienne (Autriche), est un poète et écrivain turc, surtout connu pour son poème Otuz beş yaş. 

## Biographie
Cahit Sıtkı Tarancı est né à Diyarbakır, en Turquie, le 4 octobre 1910, sous le nom d'Hüseyin Cahit, de l'union de Bekir Sıtkı Bey et Arife Hanım. Après avoir terminé ses études primaires dans sa ville natale, il va étudier à Istanbul au lycée de Saint-Joseph et à celui de Galatasaray jusqu'en 1931. Puis, il participe à Mekteb-i Mülkiye (1931-1935) et l'Académie du commerce d’Istanbul (1935-1938). Puis, il part pour Paris étudier à l'Institut d'Études Politiques de Paris (1938-1940), mais n'obtient pas de diplôme et retourne en Turquie à vélo en raison de la Seconde Guerre mondiale en 1940.
En Turquie, Il a premièrement terminé son devoir militaire obligatoire dans la région égéenne (1941-1943). Plus de sa carrière artistique, il a aussi bien travaillé dans des autres emplois. Il a travaillé comme fonctionnaire pour Sümerbank quand il était étudiant. Il a aussi travaillé un certain temps avec son père commerçant. À partir de 1944, il a travaillé à Ankara pour l'Agence d'Anadolu, le Bureau des produits agricoles et le ministère du travail en tant que traducteur. En 1951, il a marié Cavidan Tinaz. Il était paralysé pendant des 3 dernières années de sa vie. Il est allé à Vienne, en Autriche pour le traitement et il est décédé le 13 octobre 1956, âgé seulement de 46 ans. Son corps a été ramené en Turquie et inhumé au cimetière de Cebeci Asri à Ankara. La maison où il est né, a été transformée en musée après sa mort.

## Vie Professionnelle
Sa première rencontre avec la poésie s'est passée quand il était dans le lycée de Galatasaray. Il a bien appris le français et il a observé les œuvres de Baudelaire, Rimbaud, Mallarmé et Verlaine dans leur propre langue. Ses premiers poèmes étaient publiés dans des magazines comme Muhit et Servet-i Funun.  Son premier œuvre, Ömrümde Sükut, a été publié en 1933. Il a combiné le mètre syllabique avec une formulation méticuleuse littéraire. Ses thèmes sont la mort, l'amour, la solitude, les secrets de la nuit et la nostalgie. Mais il n'est jamais devenu une partie du refus de la sensibilité de la poésie qui était proposé par le style Garip. Il n’a pas reflété les événements quotidiens et les changements dans la vie sociale. Il s'est concentré sur les sentiments des personnes. Il a utilisé tous les deux le mètre syllabique et le mètre libre. Quand il a utilisé le mètre syllabique, il préfère les moules de 9, 10 et 12, qui étaient rarement utilisées. Il a utilisé le mètre syllabique avec la tranquillité du mètre libre. Il a gagné la première place à la compétition de la poésie du Parti républicain du peuple en 1946 avec son poème, Otuz Beş Yaş, qui est son poème plus connu de loin. Le livre de poésie, qui a le même nom avec le poème, est devenu un succès. Dans ce livre, il a reflété la joie tellement forte de la vie ainsi que la mort. Ce n'était pas un dilemme, mais en effet, c'était une façon très convaincante de montrer sa passion pour la vie. Même si la mort et la vie sont ses principales motivations, la métaphysique n'est jamais devenue une partie de ses œuvres. Il appelait ses lecteurs à penser et à travailler pour la paix et l'égalité. Ses lettres à son ami de Galatasaray, Ziya Osman Saba, qui était également un poète turc, sont des exemples importants de lettres poétiques et ils reflètent l'esprit esthétique de Tarancı.

## Œuvres
Poésie
- Ömrümde sükut (Silence dans ma vie), 1933
- Otuz beş yaş (À l'âge de 35 ans), 1946
- Düşten Güzel (Plus belle que le rêve), 1952
- Sonrası (Après), 1957

Prose
- Ziya'ya mektuplar (Lettres à Ziya), 1957

Nouvelle
- Cahit Sıtkı Tarancı’nın hikayeciliği ve hikayeleri (La Narration et des histoires de Cahit Sıtkı Tarancı), 1976